# Czuhujew
Czuhujew (ukr. Чугýїв, Czuhujiw) – miasto na wschodzie Ukrainy, w obwodzie charkowskim, siedziba władz rejonu czuhujewskiego.
Przez miasto przepływa rzeka Doniec.

## Historia
Pierwsza wzmianka o mieście pochodzi z 1627 r., jako o grodzie na południowej granicy carstwa rosyjskiego. Od połowy XVII wieku do 1765 r. było ono siedzibą pułku charkowskiego (starobielskiego).
Czuhujew jest także miejscem narodzin XIX wiecznego malarza Ilii Riepina.
Przed II wojną światową w mieście działała akademia wojskowa.
W mieście znajduje się znany ośrodek przemysłu spożywczego, który skupia się przede wszystkim na produkcji majonezu.

## Demografia
Ludność miasta wynosiła w 1974 r. 26 000 mieszkańców. W 1989 miasto liczyłо 36 543 mieszkańców. W 2013 miasto liczyłо 32 279 mieszkańców, a w lutym 2024 roku  – ponad 30 000 mieszkańców.

## Miasta partnerskie
- Kozienice